# Chiesa di San Pietro in Camerellis
La Chiesa di San Pietro in Camerellis si trova nel centro di Salerno, sul Corso Garibaldi e davanti ad un piccolo larghetto omonimo.

## Storia
La storia della chiesa risale al 1231, quando era legata ai "Padri Crociferi di Salerno" che la costruirono appena fuori dalle mura cittadine di fronte alla spiaggia. Si chiama "in Camerellis" perché era situata vicino a delle piccole cisterne dette "Camerelle" nel Medioevo per la raccolta dell’acqua (e molto diffuse in diverse parti della Campania).
Fino al secolo XVIII era detta anche Chiesa di S. Pietro "extra moenia" (ossia "fuori dale mura" dell'antica Salerno).

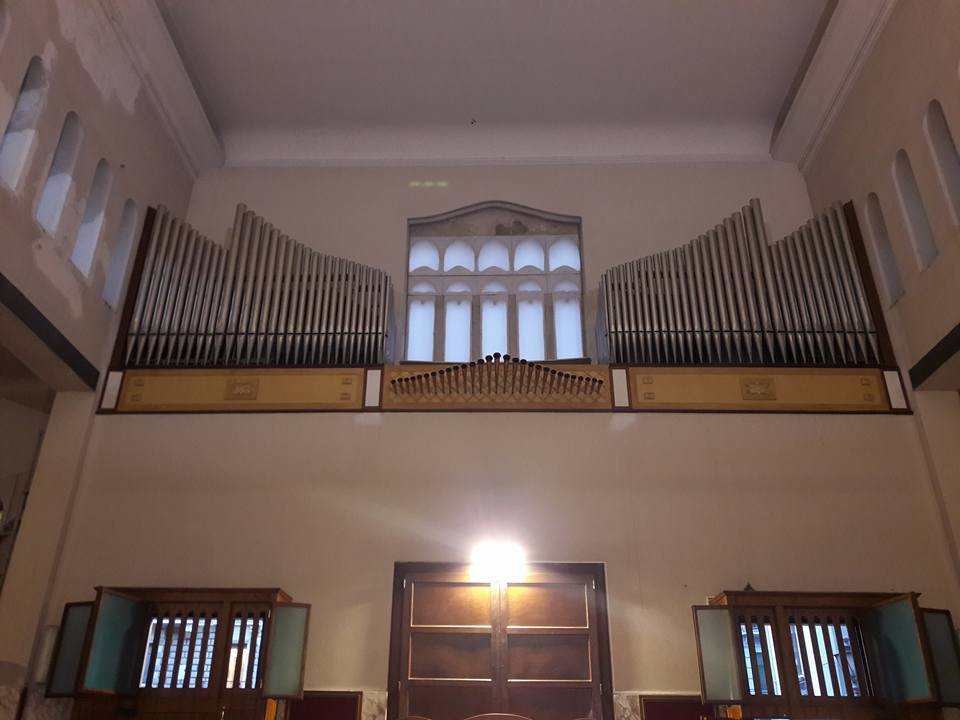
Organo a pipe sopra l'entrata

La chiesa ha ridotte dimensioni ed originariamente si affacciava sul mare, per cui era dedicata quasi esclusivamente ai pescatori locali (che la frequentavano facendovi voti per sopravvivere quando andavano in mare tempestoso).
La Chiesa ha una superficie di circa 150 metri quadrati e venne distrutta nel 1943, quando gli Alleati bombardarono Salerno.
Nonostante sia stata ricostruita quasi completamente dopo la seconda guerra mondiale e danneggiata dal terremoto del 1980, l'architettura moderna presenta linee semplici con una navata centrale e navate laterali divise da colonne circolari.
Recentemente viene abbellita dai dipinti dell'artista romano Andrea Pucci.
Sopra l'entrata principale si ammira un colossale "organo a pipe", di vecchia fattura ottocentesca.